# Daniel Fohr
Pour l’article homonyme, voir Daniel Fohr (peintre).
 (février 2016).
Daniel Fohr, né le 2 février 1956 à Alger, est un écrivain français, enseignant, rédacteur, directeur de création et cofondateur de l’agence M&CSaatchi.GAD.

## Biographie
Après une enfance entre l’Algérie, le Vietnam, et la Corse, Daniel Fohr passe un bac littéraire à Nantes, puis entreprend des études universitaires à Paris. Titulaire d’un doctorat de lettres et civilisation hispano-américaines, il suit aussi les cours de Tzetan Todorov sur la question de « l’autre » à l’ENS de la rue d’Ulm, et assiste le scénographe Jacques Polieri, créateur du « Théâtre du mouvement total », sur un projet de monographie (1979-1980).
Parallèlement, il collabore au mensuel d’information Leader africain, interviewe Jorge Luis Borges à Paris ou encore l’écrivain Gesualdo Buffalino à Palerme avant de partir enseigner le français et l’espagnol au Venezuela à Maracaibo en 1981. Sur place, il collabore au magazine d’informations Respuesta et à la revue d’art Armitano arte où il publie un certain nombre de textes journalistiques et de fiction ainsi qu’un commentaire critique sur l’œuvre du sculpteur Oscar d’Empaire. Il servira d’interprète au philosophe et épistémologue Georges Gusdorf lors de sa conférence inaugurale sur l’ouverture d’une chaire d’interdisciplinarité à l’université du Zulia, et exposera une série de photographies au Museo Bellas Artes.
De retour à Paris, en 1985, il devient concepteur-rédacteur pour l’agence TBWA. Il est à l'origine de nombreuses campagnes récompensées par des prix nationaux et internationaux (Clio Awards, Cannes Lions, Eurobest, Club des directeurs artistiques, Grands Prix Stratégies, prix Effie, APPM). On lui doit entre autres le slogan « Think Different » pour Pepsi France, mettant en scène l’athlète Dick Fosbury et Jimi Hendrix (slogan qui deviendra plus tard celui d’Apple) ; ou encore « La petite chaîne qui monte qui monte » pour le lancement de la chaîne M6, et « Là où dialoguent les cultures » pour le musée du Quai Branly. En tant que créatif puis directeur de création, il collabore avec les agences, TBWA, DDB, Australie, CLM/BBDO, Publicis, BETC, Leo Burnett, avant de fonder M&CSaatchi.GAD en 2005 avec Gilles Masson et Antoine Barthuel, en association avec Maurice Saatchi.
Daniel Fohr a publié sept romans : Retour à Buenos Aires, Un mort par page, Prière de laisser ses armes à la réception, et L'Éclair silencieux du Catatumbo (prix Tortoni en 2014), L'émouvante et singulière histoire du dernier des lecteurs, La Vague qui vient (2023), Vies Sauvages  ainsi qu'une pièce de théâtre, Nelson e Georges.
Il a été intervenant à l’Institut de sciences politiques et il est membre du jury du prix Tortoni depuis 2015.
Il vit à Paris.

## Œuvres de fiction

### Théâtre
- Nelson e Georges (traduction vers l’italien de Daniel Giunta), 2005, Nuova Ipsa  (ISBN 88-7676-269-8), repris sous forme de nouvelle dans la revue Bordel, fondée par Stéphane Million et Frédéric Beigbeder.

### Romans
- Un mort par page, Paris, Robert Laffont, 2010  (ISBN 978-2-221-10787-4)
- Prière de laisser ses armes à la réception, Paris, Robert Laffont, 2012  (ISBN 978-2-221-11690-6)
- L'Éclair silencieux du Catatumbo, Paris, Robert Laffont, 2014  (ISBN 2-221-14045-1)
- Retour à Buenos Aires, Paris, Slatkine&Cie, 2018  (ISBN 978-2-88944-079-5)
- L'émouvante et singulière histoire du dernier des lecteurs, Paris, Slatkine&Cie, 2021  (ISBN 978-2-88944-173-0)
- La Vague qui vient, Inculte éditions, 2023  (ISBN 978-2-36084-199-8)
- Vies Sauvages, Actes Sud, 2024  (ISBN 978-2-330-19472-7)

### Nouvelles
- Historias de carros y choferes, 7 nouvelles et photographies, in Respuesta no 72, 1982, Maracaibo, Venezuela
- Georges et moi, revue Bordel Pierre Desproges no 13, Paris, éditions Stéphane Million, 2010   (ISBN 978-2-917702-25-3).
- Georges et moi, 10 ans de Bordel, Paris, éditions Stéphane Million, 2013   (ISBN 978-2-266-24145-8).

## Publications

### Articles
- Entretien avec J.L. Borges, 31/12/1980 (Marzilla) Giornale di Sicilia
- « Chi è Gesualdo Buffalino », 04/01/1981, Giornale di Sicilia
- « Las intenciones de Mitterrand en América latina », 1981, revue Respuesta no 67, p. 22-23, Maracaibo, Venezuela
- « Un altro Gattopardo ? », Entretien avec G.Buffalino (Fohr/Marzilla), 1981, Giornale di Sicilia, Palerme, Italie
- « L’Uomo moderno e l’imaggine », 1981, revue Labor, p. 114 à 117, Palerme, Italie
- Coloqui con Borges, Maria Esther Vasquez, 1982, éditions Novecento
- « Ensamblajes », texte pour catalogue de l’exposition Oscar d’Empaire, 1983, Marcaibo, Venezuela
- Commentaire pour « San Salvador, minas de diamantes » audio-visuel de P. Gasparini, 1983, festival international audio-visuel, centre G. Pompidou, Paris
- « Oscar d’Empaire, la poetica del objeto », 1990, revue Armitano Arte, p. 41 à 66. Caracas, Venezuela

### Reportages photographiques
- Entretien avec J.L. Borges, (Fohr/Marzila), texte et photos, 1980, La Nacion, Buenos Aires, Argentine
- Entretien avec J.L. Borges, (Fohr/Marzila), texte et photos, 1981, El Nacional, Mexico.
- « Maracaibo no es une ciudad », texte et photos,1981, revue Respuesta no 65, p. 2 à 5, Maracaibo, Venezuela.
- « Dime lo que botas, te diré quien eres », texte et photos, 1982, revue Respuesta no 69, p. 26 à29, Maracaibo, Venezuela
- « El color de Maracaibo », texte et photos, 1983, revue Armitano Arte, p. 97 à 109, Caracas, Venezuela
- « Argentine, l’après-guerre », textes et photos pour l’agence Gamma, 1983, Paris
- « Maracaibo, la fin d’un mythe », textes et photos pour l’agence Gamma, 1983, Paris
- Exposition photographique, à partir de poèmes de Zulema Moret, 11/1983, Musée des Arts Graphiques, Maracaibo Venezuela
- Exposition photographique « Tòpicos », 05/1984, Centre de Bellas Artes, Maracaibo
- El Aleph, J.L. Borges, 2013, éditions Blacaman, Mexico